# Харламов Олександр Валерійович
Олександр Харламов (рос. Александр Валерьевич Харламов; нар. 23 вересня 1975, Москва) — російський хокеїст, що грав на позиції крайнього нападника. Грав за збірну команду Росії.
Син відомого хокеїста Валерія Харламова.

## Ігрова кар'єра
Хокейну кар'єру розпочав на батьківщині 1992 року виступами за команду ЦСКА (Москва).
1994 року був обраний на драфті НХЛ під 15-м загальним номером командою «Вашингтон Кепіталс». 
Протягом професійної клубної ігрової кар'єри, що тривала 13 років, захищав кольори команд ЦСКА (Москва),  «Портленд Пайретс», «Гемптон Роадс Едміралс», «Металург» (Новокузнецьк), «Бейкерсфілд Кондорс», «Такома Саберкетс», «Динамо» (Москва) та СКА (Санкт-Петербург).
Був гравцем молодіжної збірної Росії. Виступав за національну збірну Росії, провів 14 ігор в її складі.

## Адміністративна робота
З 31 жовтня 2009 по 31 травня 2010 генеральний менеджер лиовського клубу «Ветра».
З вересня 2013 заступник спортивного директора хокейного клубу ЦСКА (Москва).
З 2019 року генеральний менеджер клубу «Торпедо» (Нижній Новгород).

## Статистика

### Клубні виступи
| Сезон   | Клуб                       | Ліга  | Регулярний сезон | Регулярний сезон | Регулярний сезон | Регулярний сезон | Регулярний сезон | Плей-оф | Плей-оф | Плей-оф | Плей-оф | Плей-оф |
| Сезон   | Клуб                       | Ліга  | І                | Г                | П                | О                | ШХ               | І       | Г       | П       | О       | ШХ      |
| ------- | -------------------------- | ----- | ---------------- | ---------------- | ---------------- | ---------------- | ---------------- | ------- | ------- | ------- | ------- | ------- |
| 1992–93 | ЦСКА (Москва)              | МХЛ   | 42               | 8                | 4                | 12               | 12               | —       | —       | —       | —       | —       |
| 1993–94 | ЦСКА (Москва)              | МХЛ   | 46               | 8                | 8                | 16               | 26               | 3       | 1       | 0       | 1       | 2       |
| 1993–94 | «Russian Penguins»         | ІХЛ   | 12               | 2                | 2                | 4                | 4                | —       | —       | —       | —       | —       |
| 1994–95 | ЦСКА (Москва)              | МХЛ   | 45               | 8                | 4                | 12               | 12               | —       | —       | —       | —       | —       |
| 1995–96 | «Портленд Пайретс»         | АХЛ   | 65               | 14               | 18               | 32               | 35               | 3       | 1       | 0       | 1       | 2       |
| 1996–97 | «Портленд Пайретс»         | АХЛ   | 56               | 9                | 15               | 24               | 28               | —       | —       | —       | —       | —       |
| 1997–98 | «Гемптон Роадс Едміралс»   | ХЛСУ  | 70               | 22               | 41               | 63               | 77               | 20      | 2       | 13      | 15      | 16      |
| 1998–99 | «Гемптон Роадс Едміралс»   | ХЛСУ  | 32               | 4                | 14               | 18               | 25               | —       | —       | —       | —       | —       |
| 1998–99 | «Металург» (Магнітогорськ) | Росія | 4                | 0                | 0                | 0                | 2                | —       | —       | —       | —       | —       |
| 1999–00 | «Такома Саберкетс»         | ЗКХЛ  | 59               | 17               | 24               | 41               | 56               | —       | —       | —       | —       | —       |
| 1999–00 | «Бейкерсфілд Кондорс»      | ЗКХЛ  | 6                | 0                | 2                | 2                | 4                | 4       | 0       | 3       | 3       | 4       |
| 2000–01 | «Динамо» (Москва)          | Росія | 11               | 0                | 1                | 1                | 4                | —       | —       | —       | —       | —       |
| 2000–01 | ЦСКА (Москва)              | РОС-2 | 3                | 0                | 0                | 0                | 0                | —       | —       | —       | —       | —       |
| 2001–02 | «Витязь»-2                 | РОС-3 | 3                | 1                | 3                | 4                | 4                | —       | —       | —       | —       | —       |
| 2001–02 | «Витязь»                   | РОС-2 | 34               | 1                | 7                | 8                | 6                | —       | —       | —       | —       | —       |
| 2002–03 | СКА (Санкт-Петербург       | Росія | 14               | 1                | 5                | 6                | 4                | —       | —       | —       | —       | —       |
| 2003–04 | СКА-2 (Санкт-Петербург)    | РОС-3 | 4                | 0                | 2                | 2                | 0                | —       | —       | —       | —       | —       |
| 2003–04 | СКА (Санкт-Петербург)      | Росія | 5                | 0                | 0                | 0                | 0                | —       | —       | —       | —       | —       |

### Збірна
| Рік                | Команда            | Турнір             | Місце              |    | І | Г | П | О | ШХ |
| ------------------ | ------------------ | ------------------ | ------------------ | -- | - | - | - | - | -- |
| 1994               | Росія              | МЧС                | 3                  | 7  | 4 | 1 | 5 | 4 |    |
| 1995               | Росія              | МЧС                | 2                  | 7  | 2 | 2 | 4 | 2 |    |
| Національна збірна | Національна збірна | Національна збірна | Національна збірна | 14 | 6 | 3 | 9 | 6 |    |